# ノア・ケコア
ノア・ケコア（Noah Kekoa）はアメリカ合衆国のプロレスラー。フロリダ州オーランド出身。WWEの傘下団体であるNXTに所属。

## 来歴

### インディー団体
地元であるドクターフィリップス高校からカリフォルニア州のサドルバックに所在するサドルバック大学を経て、アーバインのセキュリティサービス会社で5ダイヤモンドプロテクションに入社。2013年、アファが主宰するインディー団体であるWXW（World Xtreme Wrestling）に入団。9月にはWXW世界ヘビー級王座を獲得。2014年3月8日、ビッグOとWXW世界ヘビー級王座戦を行い勝利。ベルトを防衛した。

### WWE

#### NXT
2014年5月、WWEとディベロップメント契約を交わし入団。入団後、トレーニング施設であるWWEパフォーマンスセンターで訓練を開始。
2015年4月、WWEの傘下団体であるNXTに昇格。同月4日のNXT Liveにて20人バトルロイヤルでハワイアンギミックで出場。

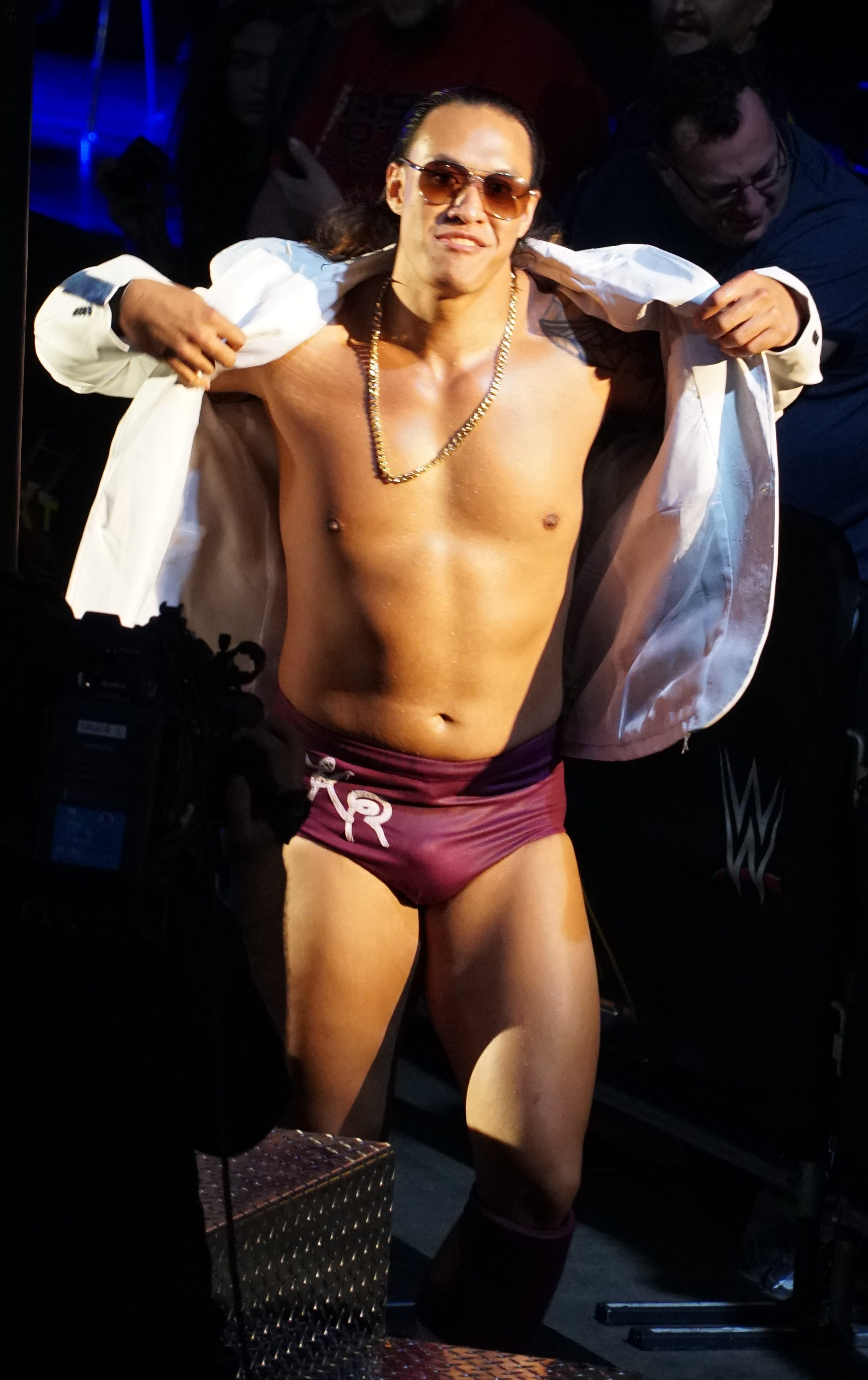
2018年

2016年5月4日、NXTに初登場。ノー・ウェイ・ホセと対戦。ビッグライトハンドからコブラクラッチスラムへと繋げられ敗戦した。6月30日、リングネームをノア・ポトジェス（Noah Potjes）へと変更してアンドラーデ・アルマスと対戦。一方的に攻められ、最後にランニングダブルニーを喰らい敗戦した。11月23日、NXTにてリングネームをコナ・リーブス（Kona Reeves）へと変更してリッチ・スワンと対戦。体格差を生かして有利に試合を進めるが終盤にカウンターのキックを喰らうと立場は逆転。リッチ・キックを決められたところにバックステージよりサニティー（エリック・ヤング & アレクサンダー・ウルフ & ソーヤー・フルトン with ニッキー・クロス）が乱入すると襲撃に遭いノーコンテストに終わった。
2018年4月25日、NXTにて自らを "ザ・ファイネスト" と名乗るプロモーションを展開。5月2日、NXTにてパトリック・スコットと対戦。中盤より自らザ・ファイネストと連呼しながら戦い、コーナー中段のダイビング・エルボードロップからハワイアンドロップへと繋げて勝利した。

## 得意技
ハワイアンドロップ
バックフリップ
サイドスラム
エルボー
ナックルパート
ビッグブーツ
串刺しバージョンも使用する。
ニーリフト
通常のニーリフト、ランニング・ニーリフトの2種類のバージョンを使用する。
コブラクラッチ

## 獲得タイトル
WXW
- WXW世界ヘビー級王座 : 1回